# Cryptocentroides
Cryptocentroides – rodzaj ryb z rodziny babkowatych.

## Klasyfikacja
Gatunki zaliczane do tego rodzaju:
- Cryptocentroides arabicus
- Cryptocentrus bulbiceps
- Cryptocentroides gobioides
- Cryptocentroides insignis
- Cryptocentroides magnusi